# Hybomitra khazziarensis
Hybomitra khazziarensis är en tvåvingeart som beskrevs av Kapoor, Grewal och Sharma 1991. Hybomitra khazziarensis ingår i släktet Hybomitra och familjen bromsar.
Artens utbredningsområde är Himachal Pradesh. Inga underarter finns listade i Catalogue of Life.